# シモツケ
シモツケ（下野、学名：Spiraea japonica L.f.）は、バラ科シモツケ属に分類される落葉低木の1種。山地に生え、庭や庭園にも植えられる。別名、ホソバシモツケ、キシモツケ（木下野）とも呼ばれる。中国名は、繡線菊。

## 名前の由来
学名の属名「Spiraea」はギリシャ語で「螺旋」を意味し、果実が螺旋状をしていることに由来する。種小名「japonica」は「日本の」を意味する。
和名のシモツケ（下野）は最初に下野国、現在の栃木県で発見されたことに由来する。

## 分布と生育環境

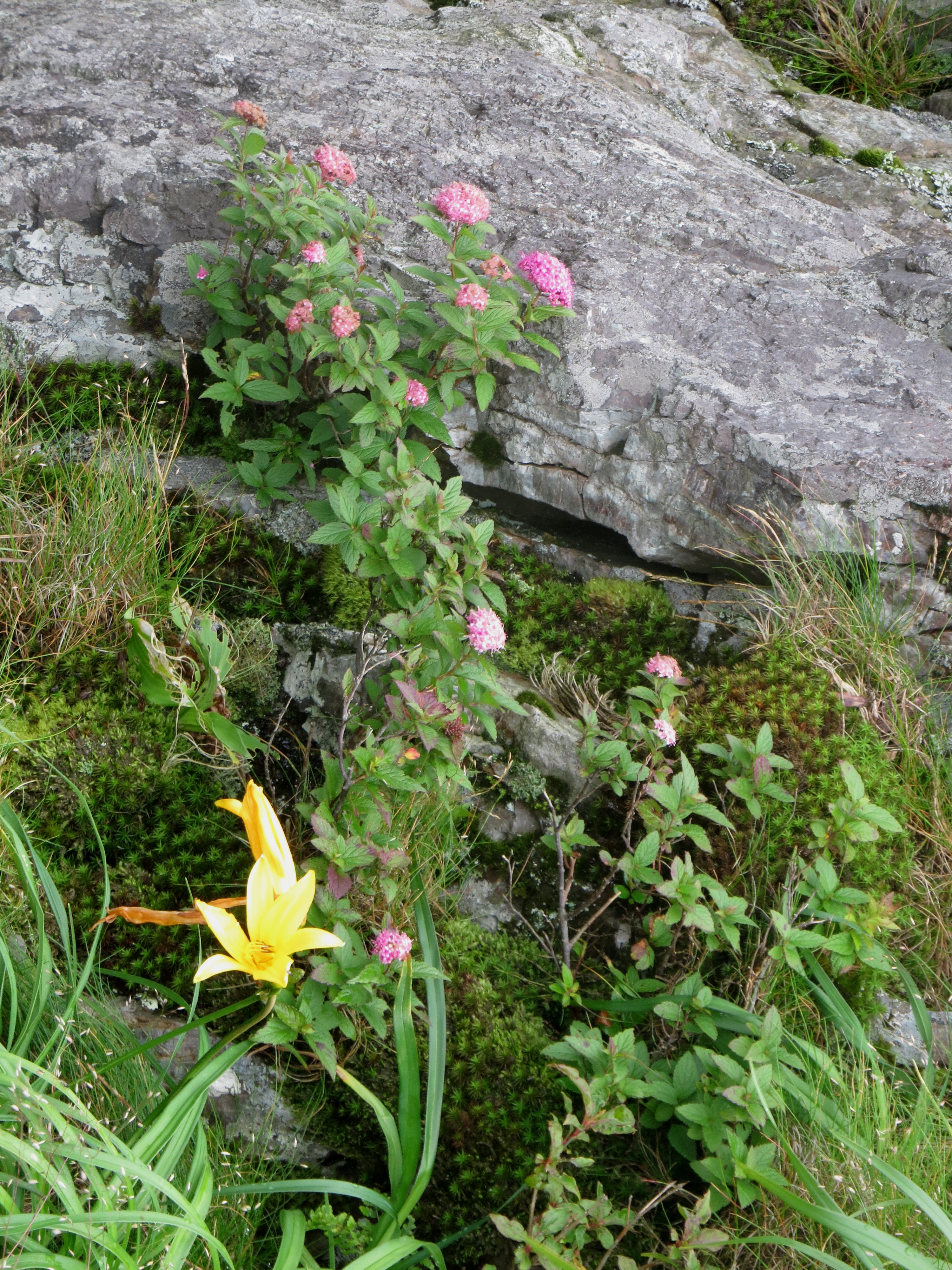
山地の日当たりの良い草地にニッコウキスゲと共に生育するシモツケ

日本、朝鮮半島から中国西北部にかけて温帯に分布する。
日本では北海道、本州、隠岐諸島 、四国、九州に分布する。
海岸から山地までの、日当たりの良い草地や岩礫地などにやや稀に生育する。ホシミスジとフタスジチョウの幼虫が食草として、フタスジチョウの成虫が花を吸蜜する。

## 特徴
落葉広葉樹の低木。株立ちで樹高0.2 - 1メートル (m) になる。樹皮は若い枝は暗褐色から茶褐色で、生長と共に灰褐色または暗褐色となり、なめらか、縦に裂けてはがれる。枝は細く、稜はなくほぼ円柱形。若い枝は無毛だが、冬芽周辺に毛が残る。
葉は単葉で互生し、葉身は長さ1 - 8センチメートル (cm) 、幅2 - 4 cmの披針形、卵形または広卵形で、先は尖り、縁に不揃いの重鋸歯がある。葉身の最大幅は基部寄り - 中央で、葉身の基部は円形 - くさび形、葉柄は長さ1 - 5ミリメートル (mm) 。葉の表面は緑色、無毛またはやや密に短毛が生え、葉脈はへこみ、質は膜質 - 革質。葉の裏面は淡緑色または粉白色で、葉脈は隆起し、白色 - 淡黄色の軟毛が生え、ときに無毛。葉身の形や大きさ、毛の変異が多い。子葉は楕円形。
開花時期は5 - 8月。本年枝の枝先に頂端が平らな複散房形花序に多数の花を付ける。両性花で、香気があり、花の直径は3 - 6 mm。花の色は濃紅色、紅色、薄紅色、稀に白色などがある。花弁は5個、楕円形 - 広楕円形で、長さ2.5 - 3.5 mm、幅1.5 - 3 mm。雄蕊は25 - 30個で花弁よりも長い。雌蕊は5個、花柱は無毛で長さ1 - 1.5 mm。
果実は長さ2 - 3 mmで球形の袋果で、腹縫合線上に毛があり、5個集まってつく。表面に光沢があり、先端に花柱が残り、9 - 10月に熟して上が裂開して種子を飛ばす。冬でも枯れた果序が枝先によく残る。実生の観察例として、播種1年目に細い匍匐茎を15 cm程伸ばし、多数の葉を付け、2年目からはそれらの基部から数本ずつの茎を一斉に伸ばし、年々シュート数と高さを増し、4年目に初めて開花して結実した。
冬芽は卵形や長卵形で褐色をした鱗芽で、多数の芽鱗がつき、芽鱗の先は尖る。側芽は長さ1 - 2 mmで、枝に互生する。葉痕は三角形。

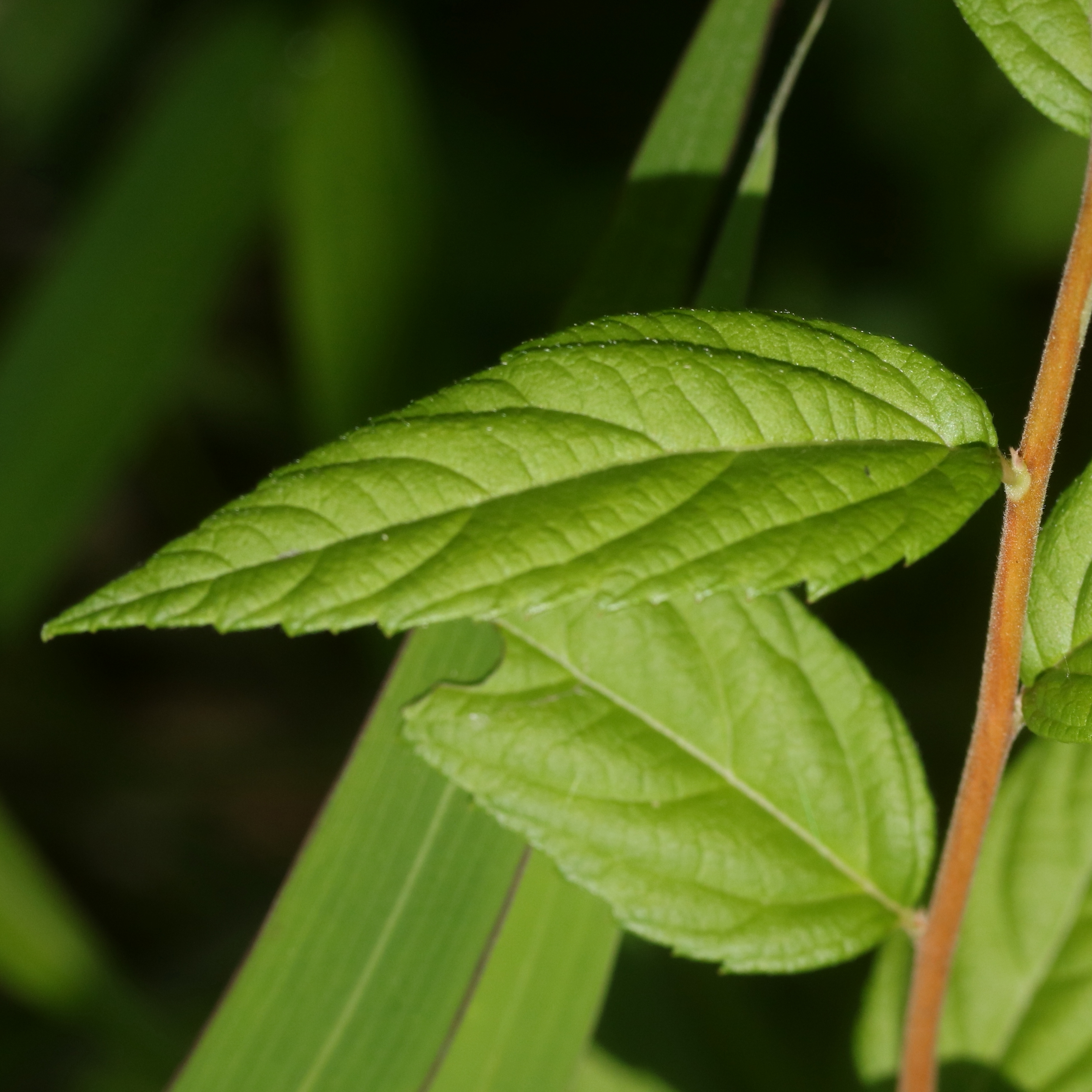
葉の表面は緑色、無毛またはやや密に短毛が生え、葉脈はへこみ
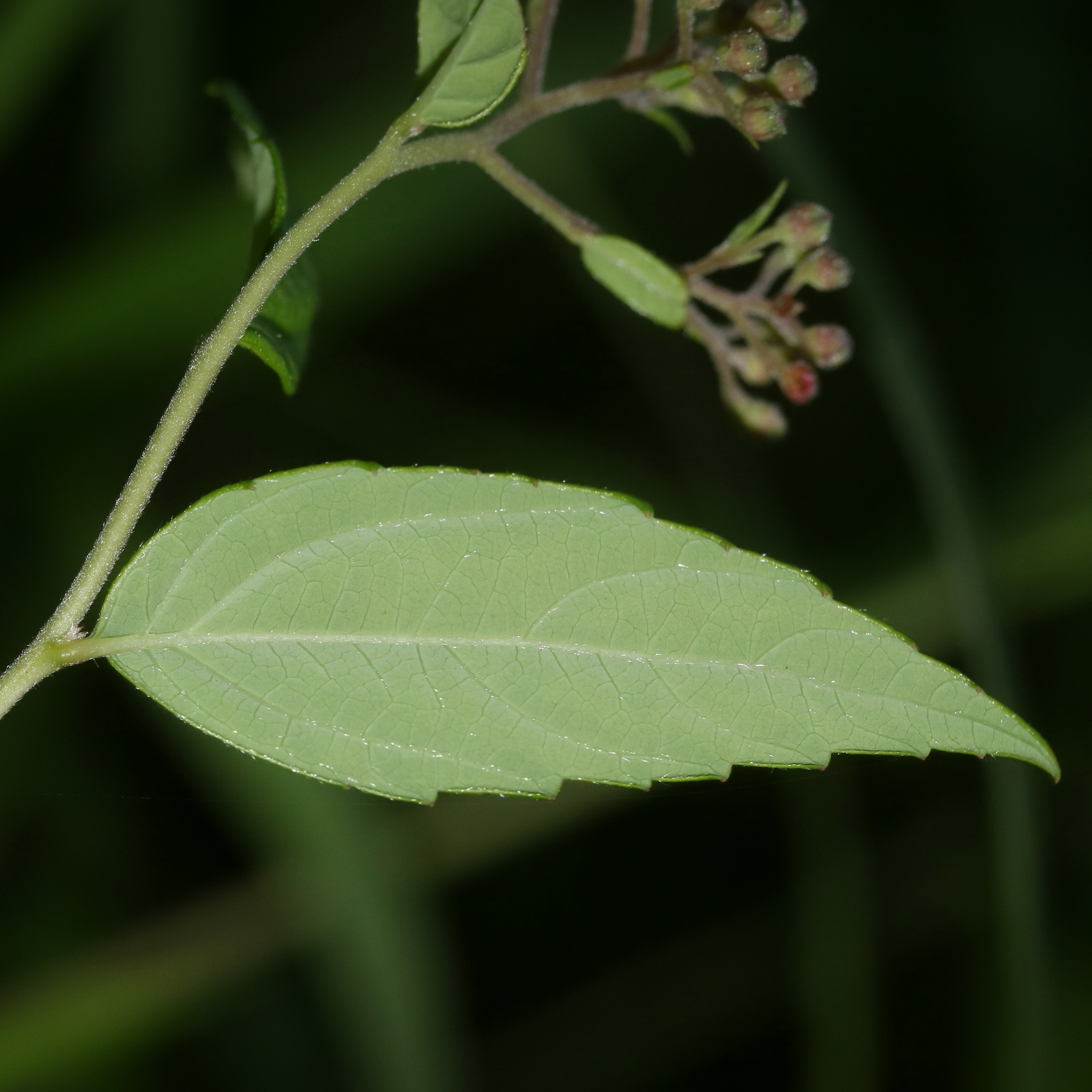
葉の裏面は淡緑色または粉白色で、葉脈は隆起する
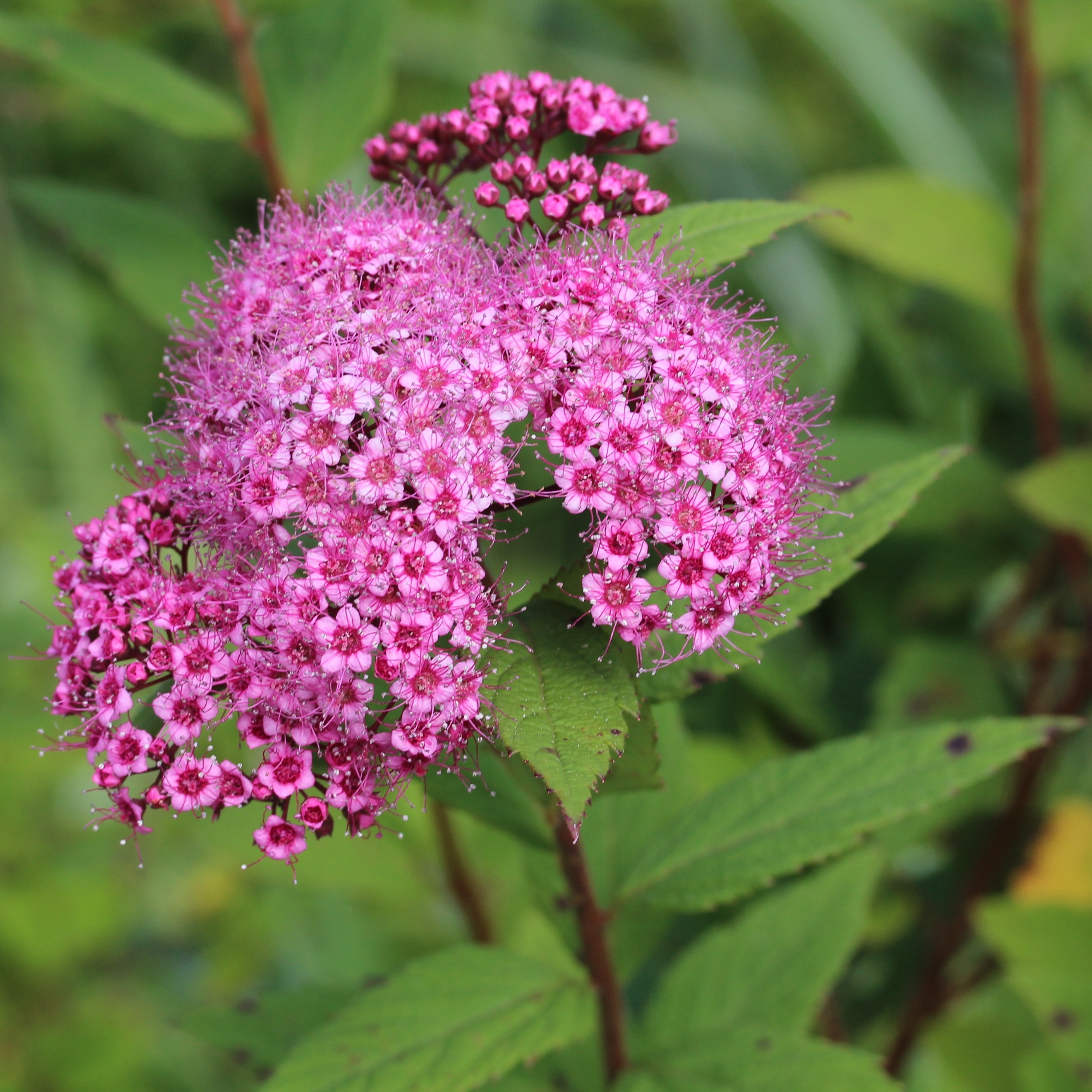
葉は互生し、枝先に複散房形花序に多数の花を付ける
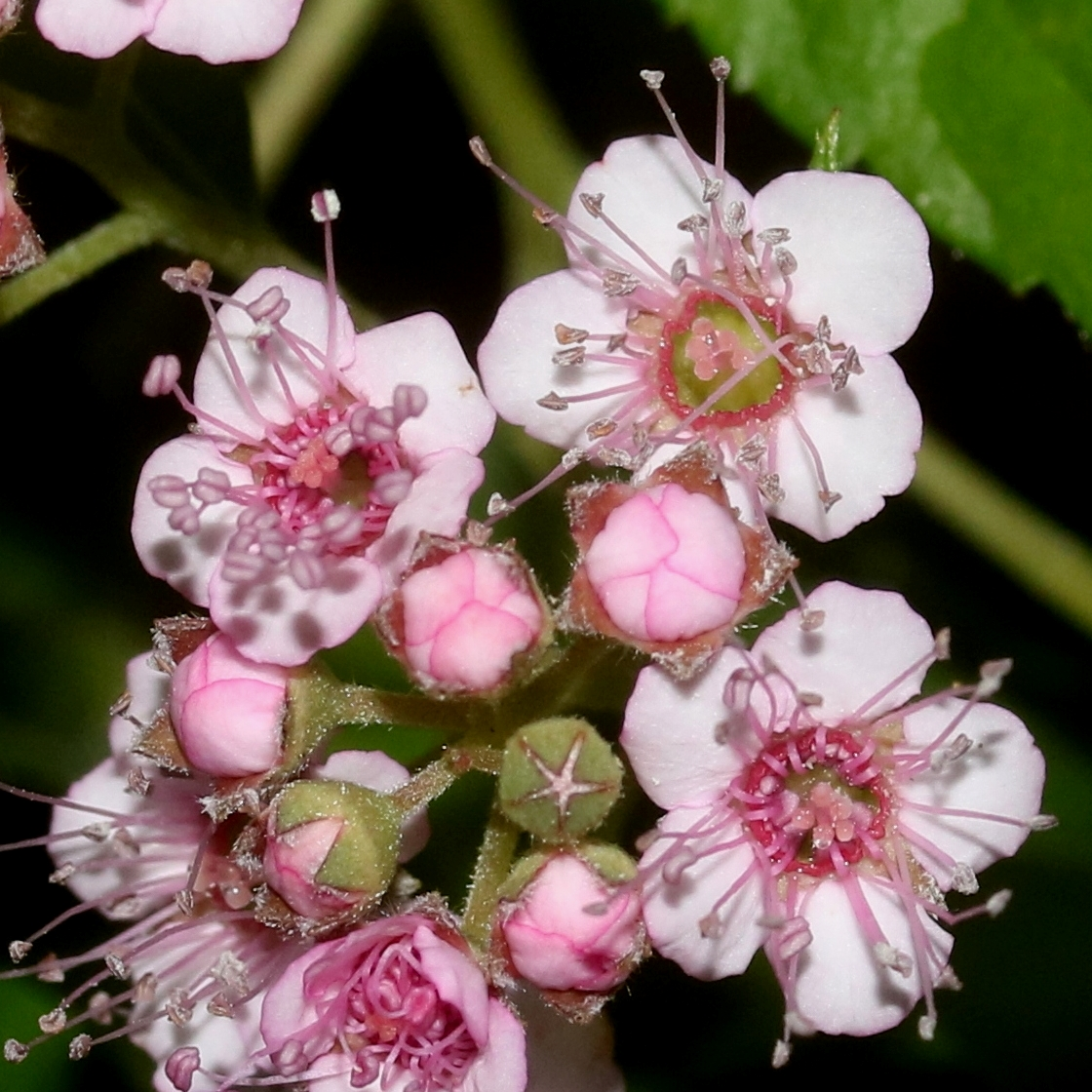
花の細部 花弁は5個、雄蕊は25-30個で花弁よりも長い
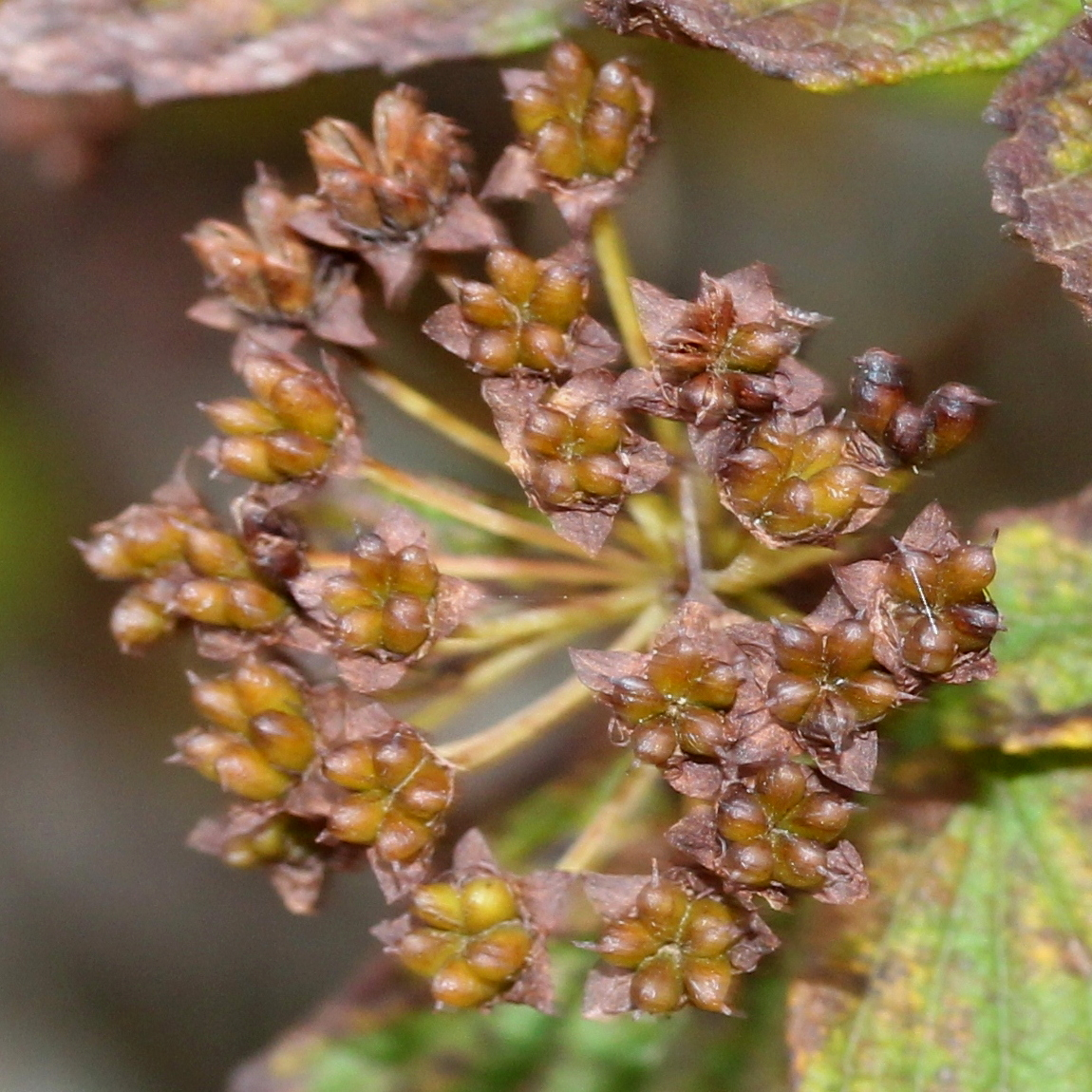
果実は球形の袋果で、5個集まってつく

## 利用
庭木、公園樹、鉢植えとして移植され、盆栽、切り花に利用されている。

## 分類

### 変種
- ドロノシモツケ - 学名：Spiraea japonica L.f. var. ripensis Kitam.[3]、全長が30-50 cmの小低木で、全体に無毛[17]。紀伊半島南部の和歌山県、奈良県、三重県に分布し、川岸または河川の中ほどにある岩の上に生育する[17]。

### 品種
- オヤマシモツケ - 学名：Spiraea japonica L.f. f. alpina (Maxim.) Makino[18]
- シロバナシモツケ - 白花[9]、学名：Spiraea japonica L.f. f. albiflora (Miq.) Kitam.[19]
- コシモツケ - 矮性[9]、学名：Spiraea japonica L.f. f. bullata (Maxim.) Kitam.[20]
- ウラジロシモツケ - 学名：Spiraea japonica L.f. f. hypoglauca (Koidz.) Kitam.[21]
- ヒメシモツケ - 学名：Spiraea japonica L.f. f. ibukiensis (Makino) Kitam.[22]

栽培品種が多く、黄金葉のものも多い。

## 種の保全状況評価
日本では以下の多数の都道府県で、レッドリストの指定を受けている。ニホンジカの食害により個体数が減少している地域がある。
- 絶滅危惧II類 - 岡山県[24]、徳島県[23]
- 絶滅危惧種 - 京都府[25]、奈良県[26]
- Bランク - 兵庫県
- 準絶滅危惧 - 島根県[14]、広島県[27]、愛媛県[28]、福岡県[29]
- 分布上重要種 - 滋賀県
- 情報不足 - 三重県[30]、大阪府[31]

変種のドロノシモツケは以下の都道府県でレッドリストの指定を受けている。
- 絶滅危惧種 - 奈良県[26]
- 絶滅危惧IB類 - 三重県[17]
- 準絶滅危惧 - 和歌山県[32]

## シモツケとシモツケソウとの比較

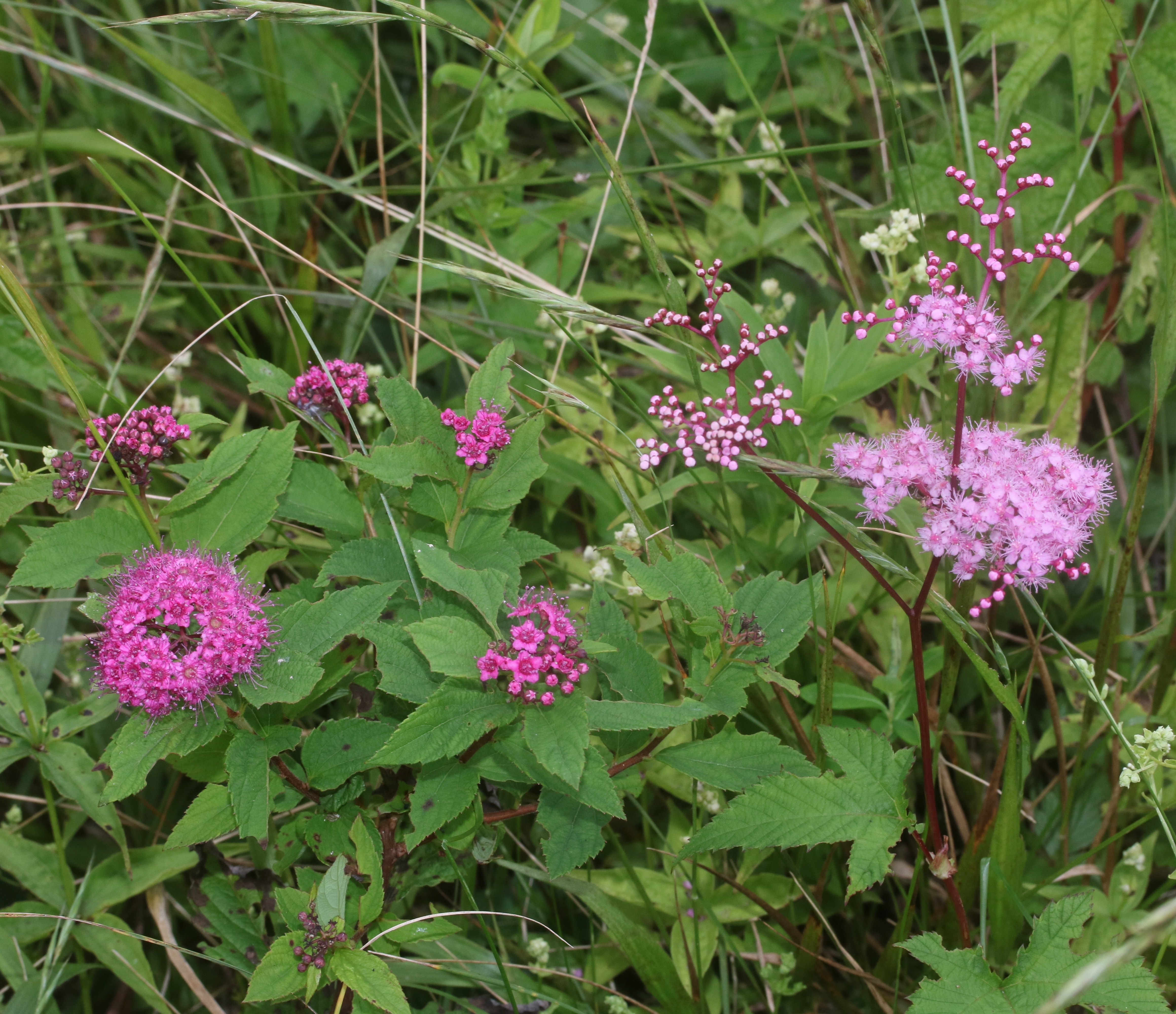
木本のシモツケ（左）と草本であるシモツケソウ（右）

別名のキシモツケ（木下野）は、草本であるシモツケソウ（下野草）に対して木本であることを意味する。